# Cidariplura
Cidariplura é um gênero de traça pertencente à família Arctiidae.